# L'Œil de la police
L'Œil de la police est un magazine hebdomadaire français spécialisé dans les histoires criminelles fondé en janvier 1908 et disparu en juillet 1914. 

## Histoire du support

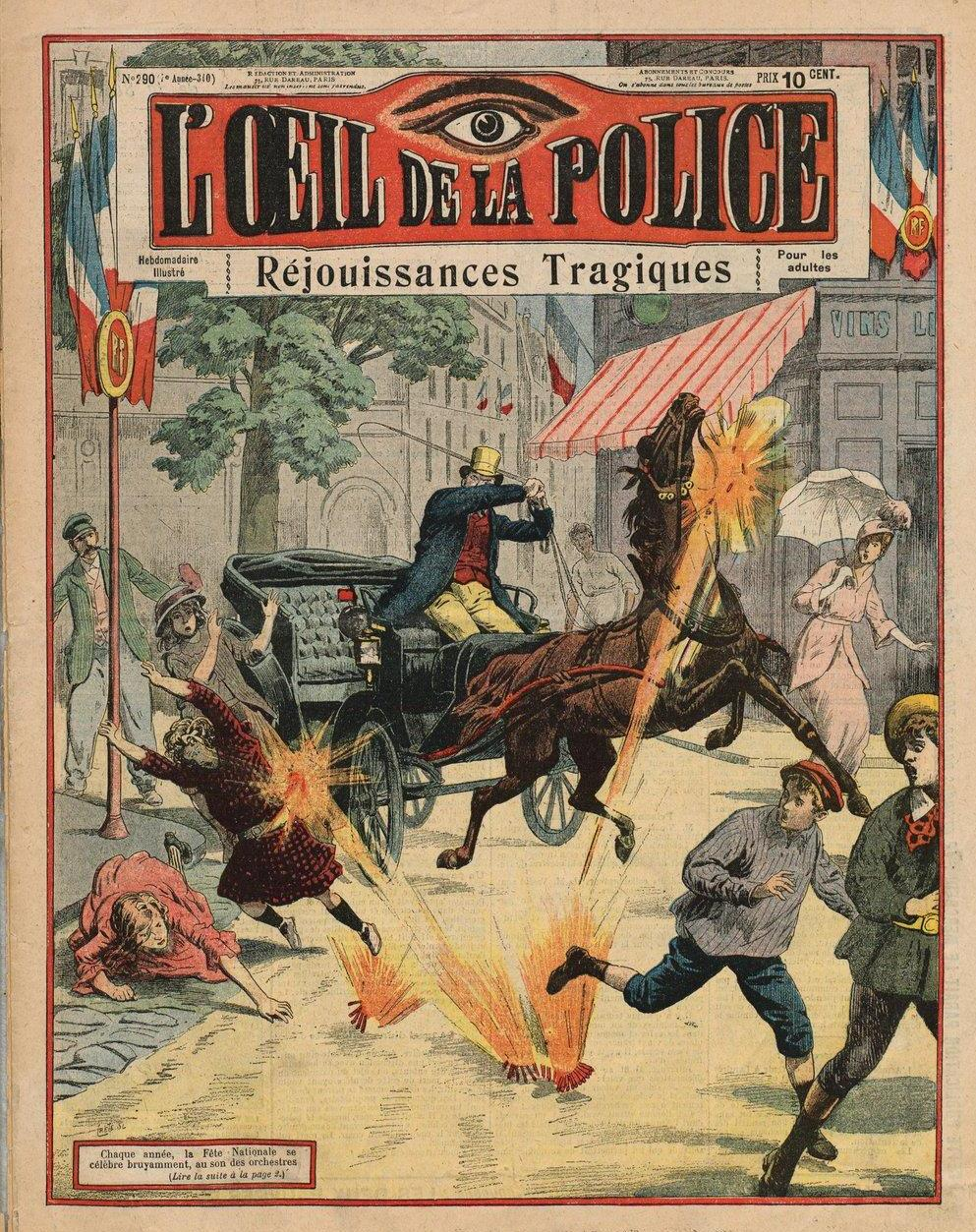
Une du dernier numéro paru (juillet 1914).

Diffusé le mercredi mais sans date de parution (le 1er numéro sort le 25 janvier 1908), L'Œil de la police, sous-titré « publication nationale ; romans de détectives et de police ; faits dramatiques, événements passionnels ou tragiques ; les drames de l'amour, les drames de la vie, les drames de la mort », est une création de l'éditeur Jules Tallandier qui se cache derrière la « Librairie populaire et moderne » et divers noms (A. Chatelain, J. Fouqué, etc.), une façade, qui est en réalité inscrite à l'adresse de la Librairie illustrée, au 10 rue Saint-Joseph à Paris, siège de sa maison.
Ce magazine reprend globalement le principe des Faits-Divers illustrés fondés en 1905 : s'il compte aussi douze pages et ne coûte seulement que 10 centimes, seules les pages 1 et 12 sont en quadrichromie, les autres sont en noir. De même, l'illustration de la une n'est pas signée (on y trouve la marque de l'imprimerie Crété) et adopte un style sanglant, exprimant dans la plupart des cas un fait-divers violent : accident ou crime ; également la dernière page est un panorama de l’actualité du crime en France et à l'étranger sous forme de petites vignettes signées parfois Raoul Thomen ; enfin l'intérieur se compose d'un cours rappel de l'actualité internationale, de 4 extraits de romans-feuilletons (généralement des auteurs du fonds Tallandier), auxquels s'ajoutent les résumés des faits-divers de la semaine et les comptes rendus de cour d'assise. L'Œil de la police, du moins à ses débuts, se place sous les auspices des forces de l'ordre et de l'appareil de la justice. 
Conçues pour déclencher un maximum d'impact visuel, les couvertures reposent sur le travail de deux illustrateurs attitrés, Raoul Thomen et Henry Steimer. La têtière est particulièrement efficace, l’œil fut d’ailleurs décliné (il servait aux marques des cartomanciennes et autres agences de détective, sans doute s'en inspire-t-il). Au bout de quelques numéros, le magazine annonce qu'il est destiné aux adultes. L'avant-dernière page regroupe, à mots couverts, un certain nombre de publicités dont celles destinées aux femmes sujettes à un « retard » et désirant consulter ; tout au long du périodique s'inscrit un rappel à participation à divers concours ainsi que la promesse de cadeaux (bijoux de pacotille, livres illustrés grand-public). Le magazine cible un lectorat résolument populaire.
Le dernier numéro, intitulé « Réjouissances tragiques », sort juste avant le déclenchement de la Première Guerre mondiale. Il y en eut 340 en tout.